# Campeonato Argentino de Futebol de 2018–19 – Quarta Divisão (Primera C)
A Primera C do Campeonato Argentino de 2018–19 é a nonagésima edição de uma competição de futebol realizada na Argentina, equivalente à quarta divisão do futebol argentino para os clubes afiliados diretamente à Associação do Futebol Argentino (AFA). O campeonato começou a ser disputado no dia 18 de agosto de 2018 e será concluído no dia 22 de junho de 2019.
Entre os novos participantes estão o Victoriano Arenas, campeão da Primera D de 2017–18, em sua terceira participação na divisão; o General Lamadrid, vencedor do torneio reduzido da Primera D da temporada anterior, e o Villa San Carlos, rebaixado da Primera B de 2017–18.
O Argentino de Quilmes foi o grande campeão da Primera C (quarta divisão) desta temporada, e assim, conseguiu o tão desejado acesso para a Primera B Metropolitana (terceira divisão) de 2019–20. O acesso veio a uma rodada do fim da temporada regular e após 15 anos de espera, o clube volta a pertencer à terceira categoria do futebol argentino, tudo isso graças a uma vitória com o placar mínimo em casa contra Victoriano Arenas.
A terceira e última vaga para a B Metropolitana da próxima temporada foi decidida no dia 30 de junho de 2019 no estádio do Excursionistas em Bajo Belgrano. Na ocasião, o Villa San Carlos se impôs ante o Excursionistas nas penalidades máximas por 4 a 3, pela partida de volta da final do Torneo Reducido.

## Regulamento
As equipes participantes jogam no sistema de todos contra todos em partidas de ida e volta, totalizando 38 rodadas. O certame contempla com três acessos à Primera División "B". A equipe que somar mais pontos será declarada campeã e promovida junto com a equipe vice-campeã à Primera División "B". As equipes que terminarem entre a terceira e a décima posição jogarão um torneio reduzido eliminatório cujo vencedor também será promovido. A equipe com a pior promédio na tabela agregada das últimas três temporadas será rebaixada para a Primera D.

## Participantes
| Equipe               | Cidade              | Estádio                         | Em 2017–18                                |
| -------------------- | ------------------- | ------------------------------- | ----------------------------------------- |
| Argentino de Quilmes | Quilmes             | Argentino de Quilmes            | 3º colocado                               |
| Berazategui          | Berazategui         | Norman Lee                      | 17º colocado                              |
| Cañuelas             | Cañuelas            | Jose Alfredo Arín               | 9º colocado                               |
| Central Córdoba      | Rosario             | Gabino Sosa                     | 2º colocado                               |
| Deportivo Armenio    | Ingeniero Maschwitz | Armenia                         | 14º colocado                              |
| Deportivo Laferrere  | Laferrere           | Ciudad de Laferrere             | 11º colocado                              |
| Deportivo Merlo      | Parque San Martín   | José Manuel Moreno              | 8º colocado                               |
| Dock Sud             | Dock Sud            | De los Inmigrantes              | 16º colocado                              |
| El Porvenir          | Gerli               | Gildo Francisco Ghersinich      | 15º colocado                              |
| Excursionistas       | Buenos Aires        | Excursionistas                  | 18º colocado                              |
| Ferrocarril Midland  | Libertad            | Ciudad de Libertad              | 7º colocado                               |
| General Lamadrid     | Buenos Aires        | Enrique Sexto                   | Vencedor do torneio reduzido da Primera D |
| Ituzaingó            | Ituzaingó           | Carlos Alberto Saacan           | 10º colocado                              |
| Luján                | Luján               | Municipal de la Ciudad de Luján | 4º colocado                               |
| Leandro N. Alem      | General Rodríguez   | Leandro N. Alem                 | 6º colocado                               |
| San Martín           | Burzaco             | Francisco Boga                  | 12º colocado                              |
| Sportivo Barracas    | Buenos Aires        | Não possui                      | 20º colocado                              |
| Sportivo Italiano    | Ciudad Evita        | República de Italia             | 19º colocado                              |
| Victoriano Arenas    | Valentín Alsina     | Saturnino Moure                 | Campeão da Primera D                      |
| Villa San Carlos     | Berisso             | Genacio Sálice                  | Rebaixado da Primera B                    |

### Distribuição geográfica das equipes
| Região                                | Total | Equipes |
| ------------------------------------- | ----- | --- |
| Conurbano bonaerense                  | 11    | Argentino de Quilmes, Berazategui, Deportivo Laferrere, Deportivo Merlo, Dock Sud, El Porvenir, Ituzaingó, Ferrocarril Midland, San Martín (B), Sportivo Italiano e Victoriano Arenas |
| Interior da Província de Buenos Aires | 4     | Cañuelas, Deportivo Armenio, Leandro N. Alem e Luján |
| Cidade de Buenos Aires                | 3     | Excursionistas, General Lamadrid e Sportivo Barracas |
| Grande La Plata                       | 1     | Villa San Carlos |
| Cidade de Rosário                     | 1     | Central Córdoba (R) |

## Classificação
| Pos. | Equipes              | P  | J  | V  | E  | D  | GP | GC | SG  | Classificação                                                                  |
| ---- | -------------------- | -- | -- | -- | -- | -- | -- | -- | --- | ------------------------------------------------------------------------------ |
| 1    | Argentino de Quilmes | 69 | 38 | 20 | 9  | 9  | 53 | 32 | 21  | Campeão e promovido à Primera B de 2019–20                                     |
| 2    | Deportivo Armenio    | 67 | 38 | 18 | 13 | 7  | 46 | 27 | 19  | Vice-campeão e promovido à Primera B de 2019–20                                |
| 3    | Dock Sud             | 66 | 38 | 18 | 12 | 8  | 41 | 25 | 16  | Qualificado para o Torneo Reducido pelo terceiro acesso à Primera B de 2019–20 |
| 4    | Deportivo Laferrere  | 61 | 38 | 15 | 16 | 7  | 57 | 39 | 18  | Qualificado para o Torneo Reducido pelo terceiro acesso à Primera B de 2019–20 |
| 5    | Excursionistas       | 57 | 38 | 14 | 15 | 9  | 44 | 40 | 4   | Qualificado para o Torneo Reducido pelo terceiro acesso à Primera B de 2019–20 |
| 6    | Ferrocarril Midland  | 55 | 38 | 15 | 10 | 13 | 45 | 37 | 8   | Qualificado para o Torneo Reducido pelo terceiro acesso à Primera B de 2019–20 |
| 7    | Villa San Carlos     | 54 | 38 | 14 | 12 | 11 | 42 | 32 | 10  | Qualificado para o Torneo Reducido pelo terceiro acesso à Primera B de 2019–20 |
| 8    | Luján                | 50 | 38 | 11 | 17 | 10 | 42 | 37 | 5   | Qualificado para o Torneo Reducido pelo terceiro acesso à Primera B de 2019–20 |
| 9    | Deportivo Merlo      | 50 | 38 | 12 | 14 | 12 | 41 | 41 | 0   | Qualificado para o Torneo Reducido pelo terceiro acesso à Primera B de 2019–20 |
| 10   | Berazategui          | 50 | 38 | 10 | 20 | 8  | 35 | 38 | –3  | Qualificado para o Torneo Reducido pelo terceiro acesso à Primera B de 2019–20 |
| 11   | Sportivo Italiano    | 49 | 38 | 12 | 13 | 13 | 41 | 42 | –1  |                                                                                |
| 12   | El Porvenir          | 48 | 38 | 11 | 15 | 12 | 40 | 46 | –6  |                                                                                |
| 13   | Victoriano Arenas    | 43 | 38 | 11 | 10 | 17 | 47 | 53 | –6  |                                                                                |
| 14   | Leandro N. Alem      | 43 | 38 | 9  | 16 | 13 | 35 | 42 | –7  |                                                                                |
| 15   | Central Córdoba (R)  | 43 | 38 | 9  | 16 | 13 | 34 | 44 | –10 |                                                                                |
| 16   | Ituzaingó            | 44 | 38 | 9  | 17 | 12 | 29 | 40 | –11 |                                                                                |
| 17   | General Lamadrid     | 43 | 38 | 10 | 13 | 15 | 38 | 46 | –8  |                                                                                |
| 18   | San Martín (B)       | 38 | 38 | 8  | 14 | 16 | 27 | 40 | –13 |                                                                                |
| 19   | Cañuelas             | 38 | 38 | 8  | 14 | 16 | 44 | 58 | –14 |                                                                                |
| 20   | Sportivo Barracas    | 32 | 38 | 6  | 14 | 18 | 28 | 50 | –22 |                                                                                |

Fonte: AFA.

### Primeiro Turno
Esta classificação foi usada para determinar as equipes classificadas para representar esta divisão na Copa da Argentina de 2018–19, no caso, os quatro primeiros colocados.
| Pos. | Equipes              | P  | J  | V  | E | D  | GP | GC | SG  | Classificação                                      |
| ---- | -------------------- | -- | -- | -- | - | -- | -- | -- | --- | -------------------------------------------------- |
| 1    | Deportivo Armenio    | 36 | 19 | 9  | 9 | 1  | 22 | 11 | 11  | Classificados para a Copa da Argentina de 2018–19. |
| 2    | Dock Sud             | 34 | 19 | 10 | 4 | 5  | 24 | 14 | 10  | Classificados para a Copa da Argentina de 2018–19. |
| 3    | Deportivo Laferrere  | 32 | 19 | 8  | 8 | 3  | 25 | 16 | 9   | Classificados para a Copa da Argentina de 2018–19. |
| 4    | Ferrocarril Midland  | 32 | 19 | 10 | 2 | 7  | 27 | 20 | 7   | Classificados para a Copa da Argentina de 2018–19. |
| 5    | Villa San Carlos     | 31 | 19 | 8  | 7 | 4  | 23 | 13 | 10  |                                                    |
| 6    | Argentino de Quilmes | 31 | 19 | 9  | 4 | 6  | 24 | 20 | 4   |                                                    |
| 7    | Victoriano Arenas    | 28 | 19 | 8  | 4 | 7  | 33 | 26 | 7   |                                                    |
| 8    | Leandro N. Alem      | 28 | 19 | 7  | 7 | 5  | 23 | 19 | 4   |                                                    |
| 9    | Sportivo Italiano    | 28 | 19 | 7  | 7 | 5  | 19 | 17 | 2   |                                                    |
| 10   | Excursionistas       | 26 | 19 | 6  | 8 | 5  | 21 | 18 | 3   |                                                    |
| 11   | Deportivo Merlo      | 24 | 19 | 5  | 9 | 5  | 17 | 20 | –3  |                                                    |
| 12   | El Porvenir          | 23 | 19 | 5  | 8 | 6  | 21 | 24 | –3  |                                                    |
| 13   | Berazategui          | 23 | 19 | 5  | 8 | 6  | 12 | 18 | –6  |                                                    |
| 14   | Central Córdoba (R)  | 21 | 19 | 5  | 6 | 8  | 13 | 21 | –8  |                                                    |
| 15   | General Lamadrid     | 20 | 19 | 4  | 8 | 7  | 16 | 19 | –3  |                                                    |
| 16   | Luján                | 20 | 19 | 4  | 8 | 7  | 14 | 19 | –5  |                                                    |
| 17   | Ituzaingó            | 20 | 19 | 4  | 8 | 7  | 15 | 23 | –8  |                                                    |
| 18   | Cañuelas             | 16 | 19 | 3  | 7 | 9  | 17 | 29 | –12 |                                                    |
| 19   | Sportivo Barracas    | 15 | 19 | 3  | 6 | 10 | 17 | 25 | –8  |                                                    |
| 20   | San Martín (B)       | 15 | 19 | 3  | 6 | 10 | 9  | 20 | –11 |                                                    |

## Rebaixamento
| Pos. | Equipe               | 16–17 | 17–18 | 18–19 | Pontos | Jogos | Promédio | Rebaixamento                                                                          |
| ---- | -------------------- | ----- | ----- | ----- | ------ | ----- | -------- | ------------------------------------------------------------------------------------- |
| 1    | Argentino de Quilmes | 58    | 72    | 69    | 199    | 114   | 1,745    |                                                                                       |
| 2    | Ferrocarril Midland  | 56    | 53    | 55    | 164    | 114   | 1,438    |                                                                                       |
| 3    | Luján                | 50    | 64    | 50    | 164    | 114   | 1,438    |                                                                                       |
| 4    | Deportivo Armenio    | 51    | 44    | 67    | 162    | 114   | 1,421    |                                                                                       |
| 5    | Villa San Carlos     | —     | —     | 54    | 54     | 38    | 1,421    |                                                                                       |
| 6    | Central Córdoba (R)  | 45    | 73    | 43    | 161    | 114   | 1,412    |                                                                                       |
| 7    | Deportivo Merlo      | 53    | 53    | 50    | 156    | 114   | 1,368    |                                                                                       |
| 8    | Cañuelas             | 63    | 52    | 38    | 153    | 114   | 1,342    |                                                                                       |
| 9    | Leandro N. Alem      | —     | 57    | 43    | 100    | 76    | 1,315    |                                                                                       |
| 10   | Deportivo Laferrere  | 38    | 49    | 61    | 148    | 114   | 1,298    |                                                                                       |
| 11   | Dock Sud             | 38    | 40    | 66    | 144    | 114   | 1,263    |                                                                                       |
| 12   | Ituzaingó            | —     | 52    | 44    | 96     | 76    | 1,263    |                                                                                       |
| 13   | El Porvenir          | 52    | 43    | 48    | 143    | 114   | 1,254    |                                                                                       |
| 14   | Excursionistas       | —     | 38    | 57    | 95     | 76    | 1,250    |                                                                                       |
| 15   | Sportivo Italiano    | 48    | 37    | 49    | 134    | 114   | 1,175    |                                                                                       |
| 16   | Victoriano Arenas    | —     | —     | 43    | 43     | 38    | 1,131    |                                                                                       |
| 17   | General Lamadrid     | —     | —     | 43    | 43     | 38    | 1,131    |                                                                                       |
| 18   | San Martín (B)       | 39    | 48    | 38    | 125    | 114   | 1,096    |                                                                                       |
| 19   | Berazategui          | 34    | 40    | 50    | 124    | 114   | 1,087    | Disputarão uma partida de desempate contra o rebaixamento para a Primera D de 2019–20 |
| 20   | Sportivo Barracas    | 60    | 32    | 32    | 124    | 114   | 1,087    | Disputarão uma partida de desempate contra o rebaixamento para a Primera D de 2019–20 |

Fonte: AFA.

### Partida de desempate
Com o final da temporada regular (turno e returno), Berazategui e Sportivo Barracas ficaram em igualdade nos promédios (acumulado das últimas três rodadas), e assim conforme o regulamento vigente, disputarão uma partida de desempate pela permanência nesta divisão. O perdedor do jogo é automaticamente rebaixado para a Primera D de 2019–20.
| 23 de maio de 2019 | Berazategui                  | 2 – 0     | Sportivo Barracas | Sarandí                                            |  |
| 14:00              | - Iglesias 34' - Macarof 77' | Relatório |                   | Estádio: El Viaducto Árbitro: Juan Pablo Battaglia |  |

Com a vitória, o Berazategui escapou do rebaixamento e classificou-se para o Torneo Reducido, um octogonal eliminatório ("mata-mata") pelo último acesso à Primera B de 2019–20. Enquanto isso, o derrotado Sportivo Barracas foi rebaixado para a quinta divisão argentina, e irá disputar na próxima temporada a Primera D de 2019–20. 

## Torneo Reducido
As equipes que terminarem entre a terceira e a décima posição jogarão um "mata-mata" denominado Torneo Reducido cujo vencedor também será promovido à Primera B de 2019–20.

### Esquema
|  | Quartas-de-final      | Quartas-de-final |   |                     | Semifinais | Semifinais | Semifinais | Semifinais |  |                | Final | Final | Final | Final |  |  |
|  |                       |                  |   |                     |            |            |            |            |  |                |       |       |       |       |  |  |
|  |                       |                  |   |                     |            |            |            |            |  |                |       |       |       |       |  |  |
|  | Dock Sud              | 2                |   |                     |            |            |            |            |  |                |       |       |       |       |  |  |
|  | Berazategui           | 1                |   |                     |            |            |            |            |  |                |       |       |       |       |  |  |
|  | Berazategui           | 1                |   | Dock Sud            | 0          | 0          | 0          |            |  |                |       |       |       |       |  |  |
|  |                       |                  |   | Dock Sud            | 0          | 0          | 0          |            |  |                |       |       |       |       |  |  |
|  |                       | Villa San Carlos | 2 | 3                   | 5          |            |            |            |  |                |       |       |       |       |  |  |
|  | Deportivo Laferrere   | Villa San Carlos | 2 | 3                   | 5          | 3          |            |            |  |                |       |       |       |       |  |  |
|  | Deportivo Laferrere   |                  |   |                     |            | 3          |            |            |  |                |       |       |       |       |  |  |
|  | Deportivo Merlo       | 1                |   |                     |            |            |            |            |  |                |       |       |       |       |  |  |
|  | Deportivo Merlo       | 1                |   |                     |            |            |            |            |  | Excursionistas | 2     | 1     | 3 (3) |       |  |  |
|  |                       |                  |   |                     |            |            |            |            |  | Excursionistas | 2     | 1     | 3 (3) |       |  |  |
|  |                       | Villa San Carlos | 3 | 0                   | 3 (4)      |            |            |            |  |                |       |       |       |       |  |  |
|  | Excursionistas (m.c.) | Villa San Carlos | 3 | 0                   | 3 (4)      | 1          |            |            |  |                |       |       |       |       |  |  |
|  | Excursionistas (m.c.) |                  |   |                     |            | 1          |            |            |  |                |       |       |       |       |  |  |
|  | Luján                 | 1                |   |                     |            |            |            |            |  |                |       |       |       |       |  |  |
|  | Luján                 | 1                |   | Deportivo Laferrere | 1          | 1          | 1 (7)      |            |  |                |       |       |       |       |  |  |
|  |                       |                  |   | Deportivo Laferrere | 1          | 1          | 1 (7)      |            |  |                |       |       |       |       |  |  |
|  |                       | Excursionistas   | 1 | 1                   | 1 (8)      |            |            |            |  |                |       |       |       |       |  |  |
|  | Ferrocarril Midland   | Excursionistas   | 1 | 1                   | 1 (8)      | 1          |            |            |  |                |       |       |       |       |  |  |
|  | Ferrocarril Midland   |                  |   |                     |            | 1          |            |            |  |                |       |       |       |       |  |  |
|  | Villa San Carlos      | 2                |   |                     |            |            |            |            |  |                |       |       |       |       |  |  |

## Estatísticas

### Artilharia
| Posição | Jogador                 | Club                 | Gols |
| ------- | ----------------------- | -------------------- | ---- |
| 1       | Santiago Gómez          | Deportivo Armenio    | 22   |
| 1       | Alcides Miranda Moreira | Dock Sud             | 22   |
| 3       | Lucas Scarnatto         | Deportivo Laferrere  | 19   |
| 4       | Franco Cristofanelli    | Argentino de Quilmes | 13   |
| 4       | Lucio Cereseto          | Central Córdoba (R)  | 13   |
| 4       | Lorenzo M. Mena         | El Porvenir          | 13   |
| 7       | Rodrigo Sánchez         | Cañuelas             | 12   |
| 7       | Matías N. Coselli       | Victoriano Arenas    | 12   |
| 9       | Cristian Fabbiani       | Deportivo Merlo      | 11   |
| 9       | Sebastián Montero       | Excursionistas       | 11   |
| 9       | Gonzalo J. Vivanco      | Ferrocarril Midland  | 11   |
| 12      | Adrián A. Acevedo       | El Porvenir          | 10   |
| 12      | Lucas N. Buono          | Leandro N. Alem      | 10   |
| 12      | Alejandro Lugones       | Villa San Carlos     | 10   |

Fonte: AFA.